# Barrio Félix U. Camet

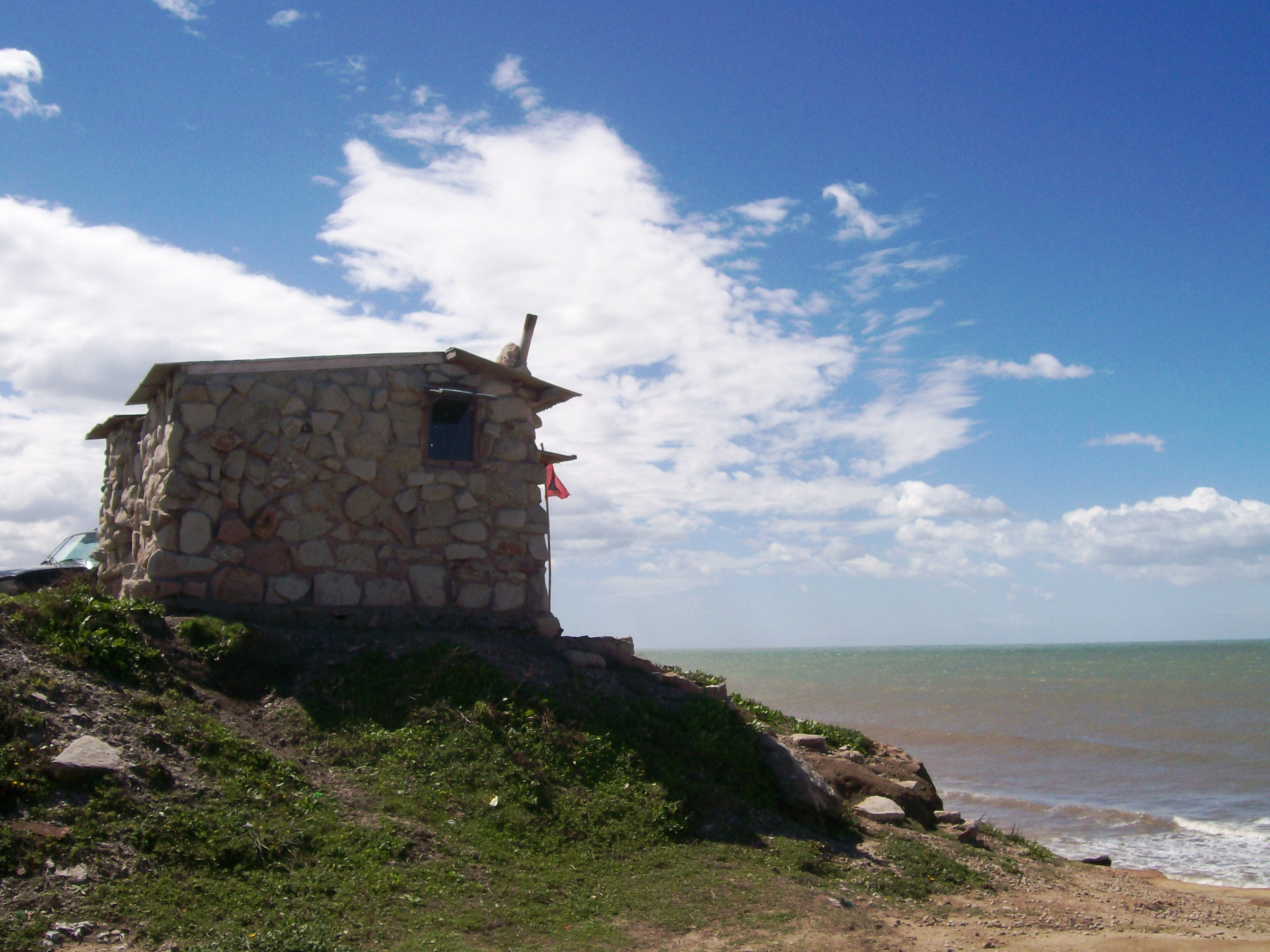
Refugio para el Guardavidas de la Playa frente al barrio, foto marzo de 2010.

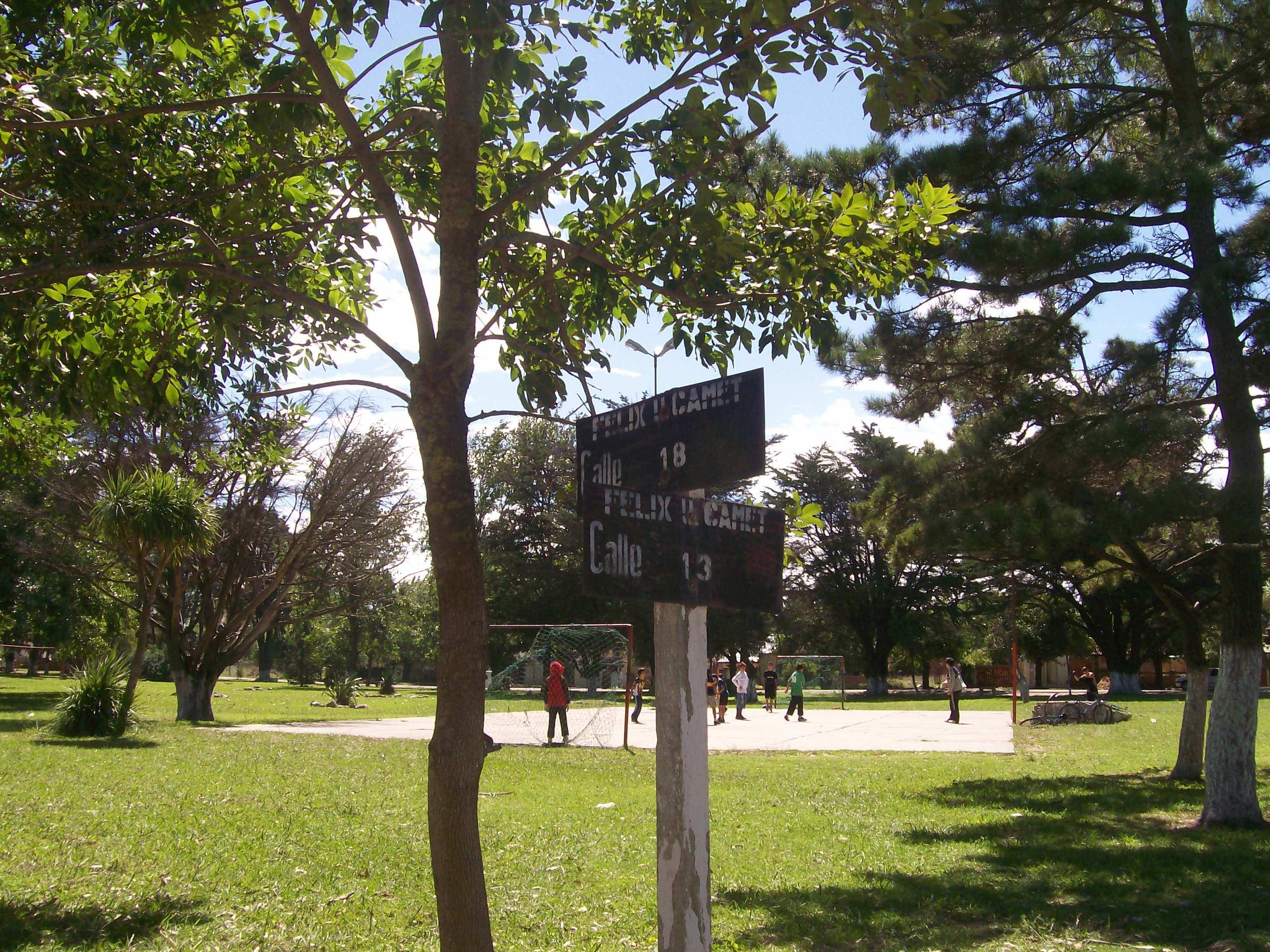
Plaza central esquina calles 13 y 18, foto marzo de 2010.

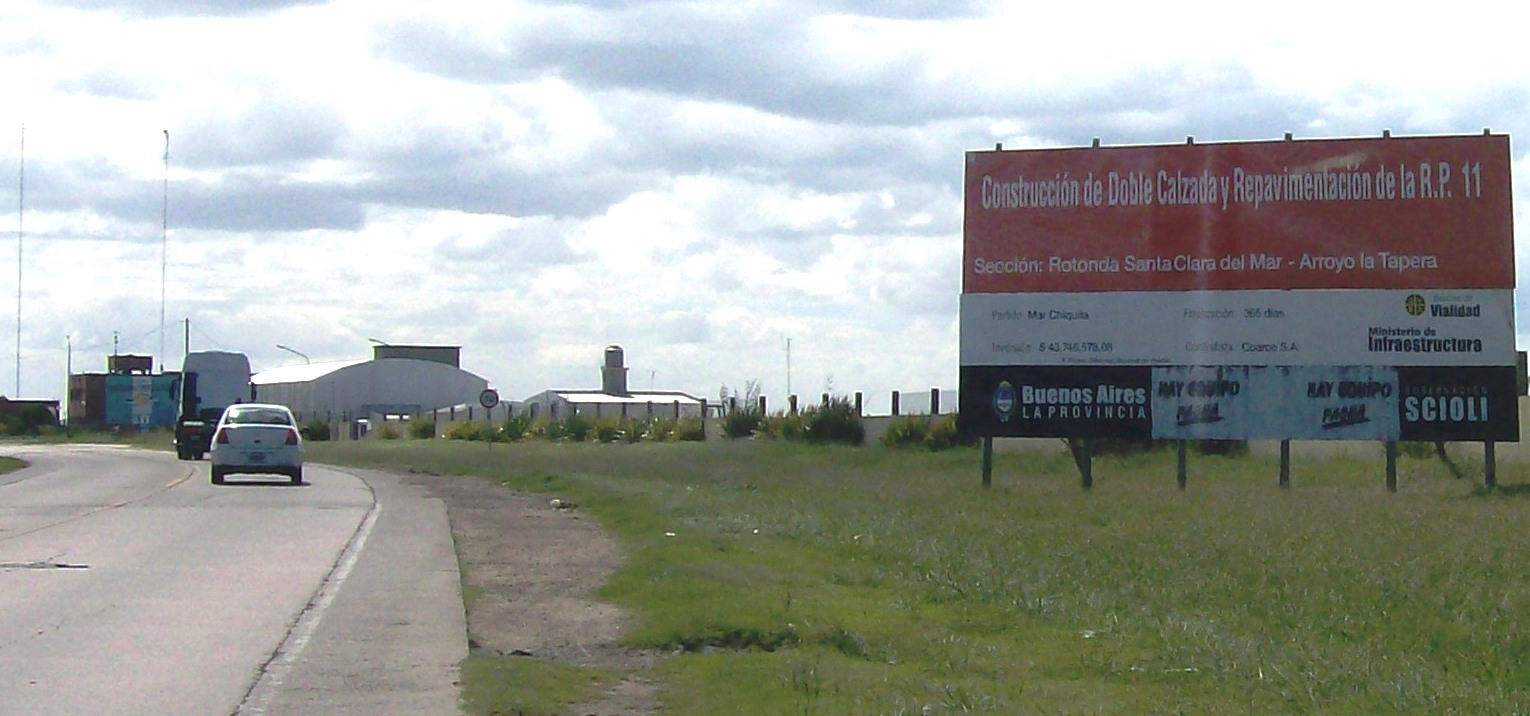
Cartel sobre la ruta 11 anunciando las obras de Construcción de doble calzada y Repavimentación, foto marzo de 2010.

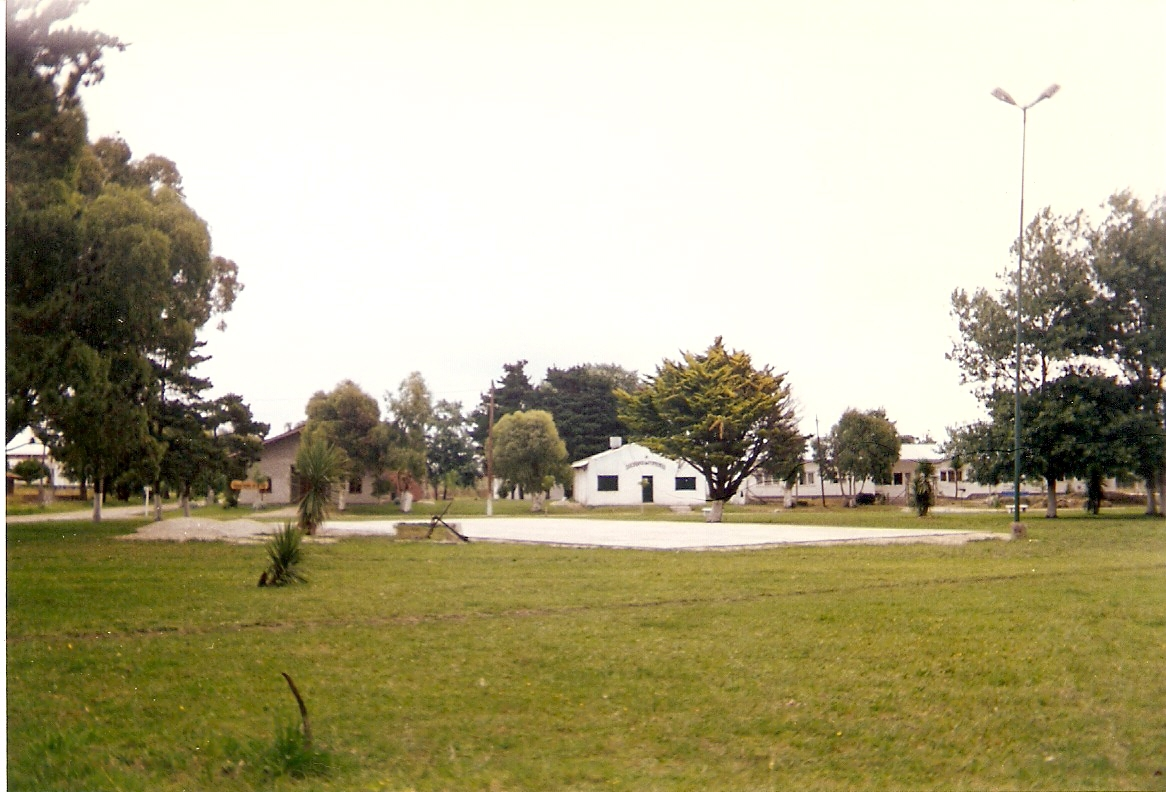
Plaza central, foto febrero de 2002.

Barrio Félix U. Camet es una localidad que se encuentra en el partido de General Pueyrredon de la provincia de Buenos Aires en la República Argentina, a unos 9 km del centro de Mar del Plata, sobre la Ruta Provincial 11. Está constituido por 200 manzanas aproximadamente.

## Medios de transporte
El transporte público que llega hasta el barrio es la línea de transporte colectivo N.º 581; ingresa al mismo por la Avenida Central que está asfaltada y cuenta con poca iluminación nocturna, recorriendo las distintas paradas.
Desde la puerta del barrio hasta el Aeropuerto Internacional de Mar del Plata (MDQ), de nombre Astor Piazzolla, cuyo acceso se encuentra en la Autovía 2, hay una distancia en automóvil de 12 km.
Bicisenda: Frente al barrio corre una bicisenda, paralela a la Ruta 11, en el tramo desde Santa Clara hasta Mar del Plata. 
El trayecto entre la Plaza Colón y la entrada al barrio es de 11,5 km que se pueden recorrer en auto en aproximadamente 14 minutos.

## Accesos
El acceso principal al barrio se realiza desde la Ruta Provincial 11 por la Av. Central (pavimentada).

## Instituciones
En el barrio se encuentran la Escuela Municipal Nº17 "Emma Gemoli de Oliva" y el Jardín Municipal N.º 29, ambos operan en ambos turnos. En el edificio de la escuela primaria se realizan los tres primeros años de la escuela secundaria.
Además, podemos mencionar el templo católico “María Reina de la Paz”, el Subcomando Félix U. Camet Comisaría XV y la Sociedad de Fomento Barrio “Félix U. Camet”. Desde 2016 cuenta con un Centro de Atención Primaria de la Salud, donde también funcionan un ropero comunitario y una huerta orgánica y medicinal comunitaria. Una asamblea de vecinos para que dejen de fumigar el barrio. Ya que el mismo está rodeado de campos de cultivo que utiliza en su modo de producción agroquimicos que son nocivos para la salud humana y de los ecosistemas.
Desde 2013 funciona la Escuela de Verano EP 26 SUETRA.

## Límites
El Barrio linda hacia el norte con el Grupo de Artillería Antiaéreo 601, históricamente conocido como GADA 601 (Grupo de Artillería de Defensa Aérea 601).
Al sur con el Barrio "Parque Camet" que: es uno de los barrios más extensos de Mar del Plata. El radio de acción de la Sociedad de Fomento envuelve a los Barrios Fray Luis Beltrán y Alto Camet y se extiende desde el Arroyo La Tapera hasta el límite de las parcelas rurales (antes del Barrio Félix U. Camet), y desde la Av. Félix U. Camet hasta el límite de las tierras del Aeropuerto, tomando parte del Barrio El Retazo e incluyendo el Parque Camet.

## Población
En 2001 la población alcanzaba los 8458 habitantes. 10 años antes la población era de apenas 611 personas.

## Toponimia
El nombre del barrio es el mismo de quien fuera Intendente entre el 9 de septiembre de 1893 y el 28 de abril de 1894.
|                                                      | Norte: Playa Dorada (Partido de Mar Chiquita) |         |
| Oeste: Localidades del Partido de General Pueyrredón |                                               | Este: - |
|                                                      | Sur: Mar del Plata                            |         |